# Space Art (Kunstrichtung)

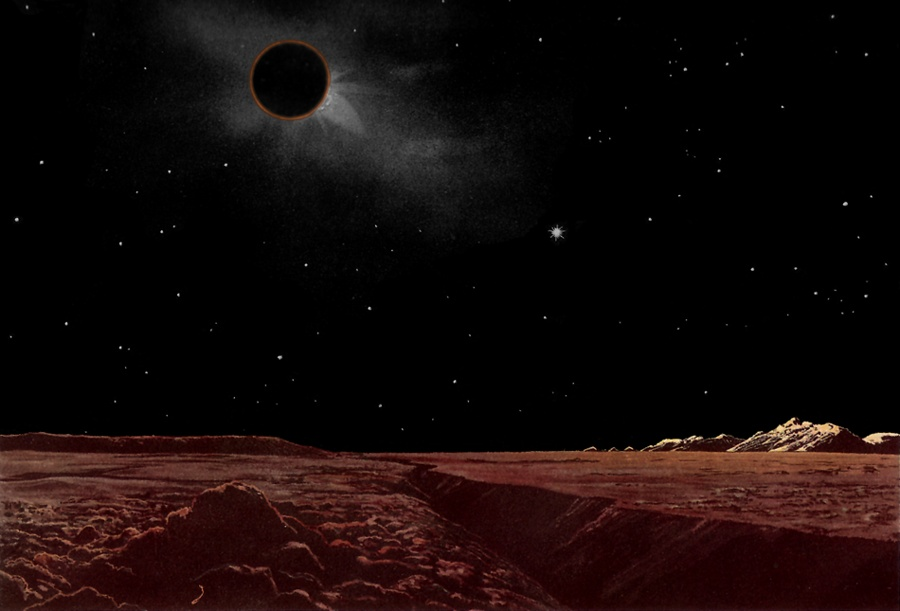
Sonnenfinsternis auf dem Mond (Gemälde von Lucien Rudaux)

Doppelsternsystem mit Schwarzem Loch und Akkretionsscheibe

Die Space Art (deutsch „Weltraumkunst“; gelegentlich auch Astronomical Art, also „Astronomische Kunst“) ist eine Kunstrichtung, die ihre Gegenstände in der Astronomie und Astronautik sucht. Dabei kann unterschieden werden zwischen einer
- realistischen Darstellung, die möglichst alle verfügbaren Informationen über ein dargestelltes Objekt einzubeziehen sucht, und andererseits einer
- impressionistischen Darstellung, für welche die astronomischen Objekte Inspirationsquelle sind, die sich aber nicht um eine präzise Darstellung von Details bemüht.

Realistische Arbeiten können zur Illustration (populär-)wissenschaftlicher Werke und Pressebeiträge herangezogen werden, etwa wenn es darum geht, eine Vorstellung von der Landschaft eines Exoplaneten oder vom Anblick eines astrophysikalischen Objekts wie zum Beispiel eines engen Doppelsternsystems zu vermitteln. Entsprechende Abbildungen werden meist als „künstlerische Darstellung“ oder mit einer ähnlichen Formulierung gekennzeichnet. In Hinblick auf den spekulativen Anteil der Darstellung grenzt sich die (realistische) Space Art auf der einen Seite ab gegenüber der reinen wissenschaftlichen Illustration und auf der anderen gegenüber der Science-Fiction-Kunst. Weiterhin gibt es fließende Übergänge zu Darstellungen aus den Bereichen rekonstruierter historischer Geologie und Paläontologie und den spekulativen Darstellungen aus dem Bereich der Exobiologie.

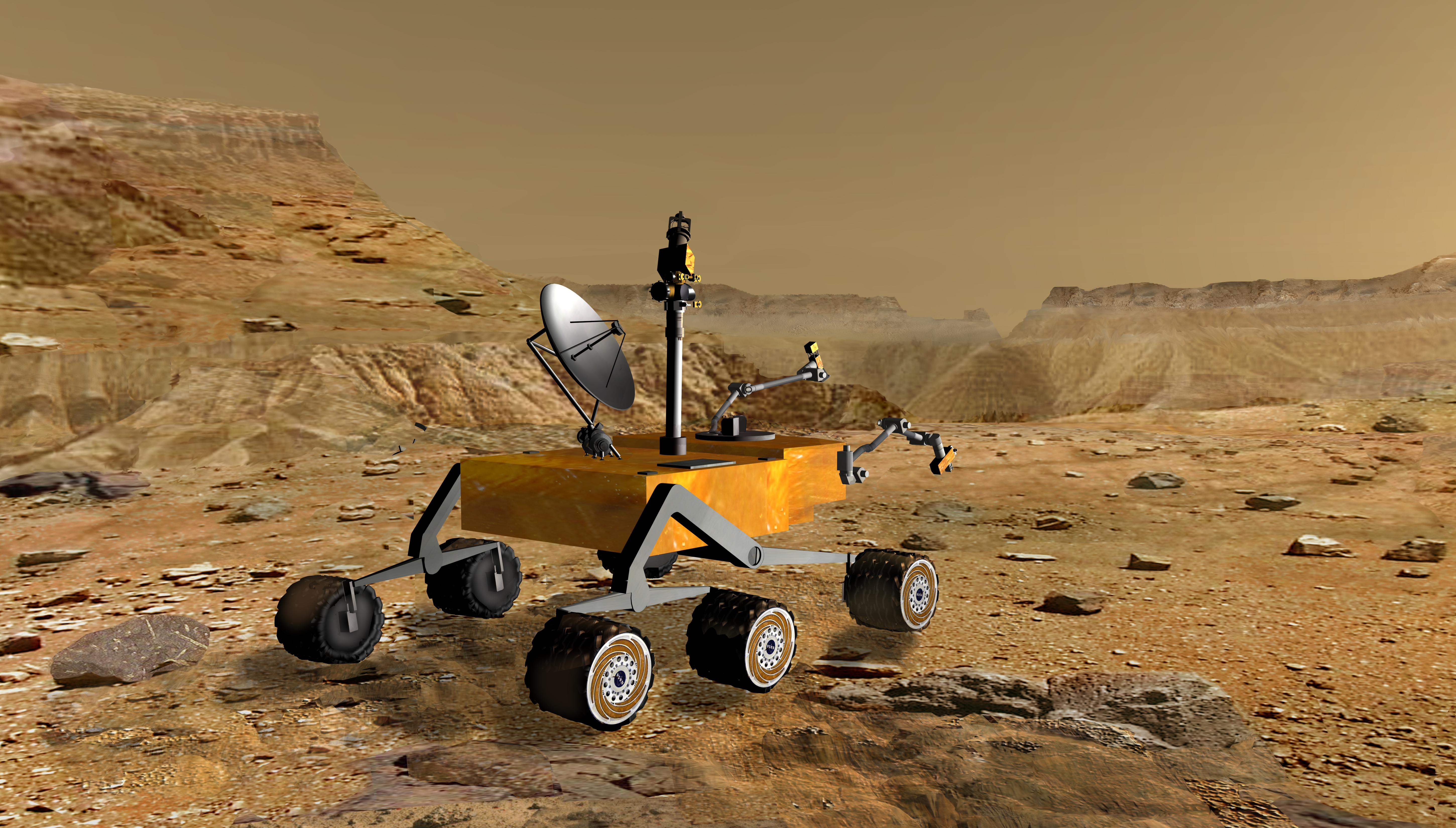
Mars-Rover

Eine eigene Kategorie bildet die Darstellung von geplanter Raumschiffe und -missionen bzw. von Raumsonden im Einsatz, beispielsweise eines Mars-Rovers in einer marsianischen Landschaft oder einer geplanten Raumstation.

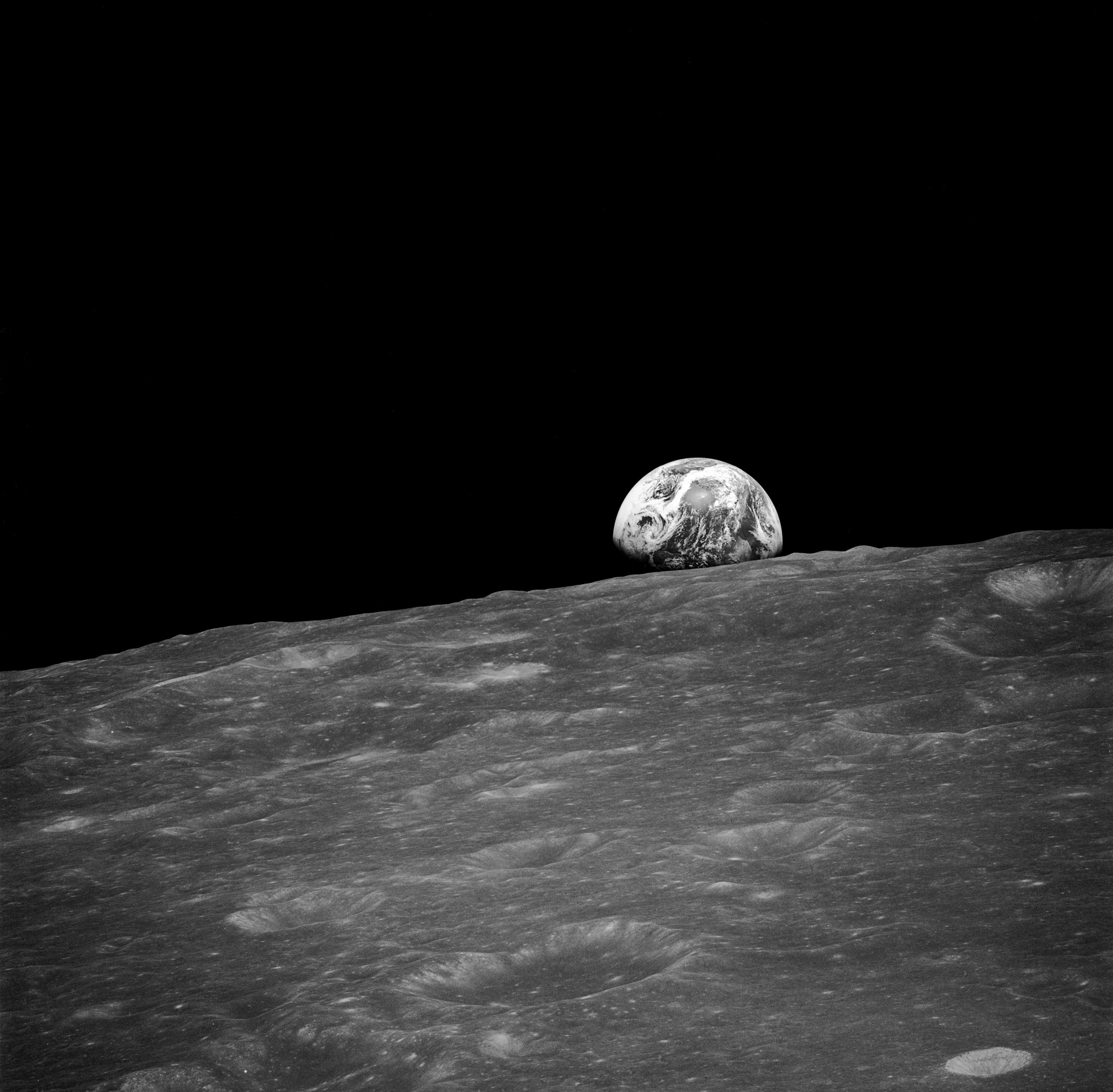
Earthrise (Erdaufgang aus der Mondumlaufbahn)

Auch zu Space Art gezählt werden müssen fotografische Arbeiten, etwa die von Astronauten gemachten Aufnahmen – bekanntes Beispiel sind die während der Apollo-Missionen gemachten Aufnahmen Blue Marble und Earthrise – aber auch astronomische Aufnahmen, die durch Bildkombination, -filterung und Farbgebung in einer Weise gestaltet werden, die weit über fotografische Rohdaten hinausgeht, zum Beispiel die auf Aufnahmen des Weltraumteleskops Hubble basierenden berühmten Säulen der Schöpfung.
Die Space-Art-Künstler sind international in der 1982 gegründeten International Association of Astronomical Artists (IAAA) organisiert. Seit 2000 vergibt die IAAA jährlich den Lucien Rudaux Memorial Award in Erinnerung an  den Space-Art-Künstler Lucien Rudaux.

## Bekannte Künstler derSpace Art
- Alan Bean (1932–2018, vierter Mensch auf dem Mond)
- Chesley Bonestell (1888–1986)
- Johnny Bruck (1921–1995)
- Paul Calle (1928–2010)
- Michael Carroll
- Chris Calle (* 1961)
- Don Davis (* 1952)
- Joe Davis (* 1953)
- Don Dixon (* 1951)
- David A. Hardy (* 1936)
- William Kenneth Hartmann (* 1939)
- Jon Lomberg (* 1948)
- Robert T. McCall (1919–2010)
- Ron Miller (* 1947)
- Nahum (* 1979)
- Andreas Nottebohm (* 1944)
- Luděk Pešek (1919–1999)
- Frank Pietronigro
- Lucien Rudaux (1874–1947)
- Yuri Pavlovich Shvets (1902–1972)
- Rick Sternbach (* 1951)
- Michael C. Turner
- Arthur Woods (* 1948)